# XII Festiwal Piosenki Radzieckiej
XII Festiwal Piosenki Radzieckiej – 12. edycja festiwalu odbyła się w dniach 9–12 czerwca 1976 r. Organizatorem FPR było Towarzystwo Przyjaźni Polsko-Radzieckiej oraz Ministerstwo Kultury i Sztuki. Reżyserem FPR był Janusz Rzeszewski, II reżyserem Bogdan Kryspin, kierownikiem muzycznym Eugeniusz Majchrzak a scenografem Jerzy Masłowski. Festiwal składał się z koncertów głównych oraz imprez towarzyszących.
Koncerty główne:
1. 9 czerwca 1976, godz. 19:30 – I Koncert Kwalifikacyjny
2. 10 czerwca 1976, godz. 19:30 – II Koncert Kwalifikacyjny
3. 11 czerwca 1976,
  - godz. 16:30 – Koncert Przyjaźni – artyści z ZSRR
  - godz. 20:30 – Koncert Przyjaźni – artyści polscy

- 12 czerwca 1976, godz. 20:00 – Koncert laureatów – amatorzy nagrodzeni podczas festiwalu i wszyscy uczestnicy festiwalu.

W koncertach kwalifikacyjnych wzięli udział amatorzy, którzy zostali wyłonieni podczas eliminacji rejonowych w Inowrocławiu, Tarnowie i Radomiu. W koncertach kwalifikacyjnych wzięło udział 38 osób. Ci sami wykonawcy śpiewali podczas I i II koncertu kwalifikacyjnego, zmieniły się tylko wykonywane piosenki i kolejność występów. Koncerty kwalifikacyjne nie były emitowane przez TV ani przez radio.
Koncert Przyjaźni i Laureatów emitowany był przez radio i tv z jednodniowym opóźnieniem.
Artystom towarzyszyła 44-osobowa orkiestra pod dyrekcją Czesława Majewskiego.
Koncerty kwalifikacyjne zapowiadali Krystyna Loska i Jan Suzin, natomiast „Koncert Przyjaźni” dodatkowo Michaił Dzierżawin.
Nagrodą dla pierwszych 7 miejsc był wyjazd na koncerty do Związku Radzieckiego, pamiątkowy samowar i radioodbiornik „Jola 2”.

## Jury festiwalu
Przewodniczący – Marian Kaczmarek
Członkowie:
1. Leonid Afanasjew
2. Maciej Galoch
3. Andrzej Jaroszewski
4. Adam Karolak
5. Jarosław Kukulski
6. Hilary Kurpanik
7. Henryk Laskowski
8. Barbara Mikołajczyk
9. Jerzy Milian
10. Jerzy Gabryś
11. Stefan Rachoń
12. Franciszek Redzimski
13. Czesław Szkudlarz
14. Stefan Wilusz

## I Koncert Kwalifikacyjny, 09.06.1976, godz. 20:00
1. Rebiata Poniedielnika (Oborniki) – Piosenka na dzień dobry
2. Ludmiła Podsiadła (Głogów) – Tęcza
3. „Merkury” (Przeworsk) – Drogi
4. Ewa Bałtrukiewicz (Wrocław) – Zakochane oczy
5. Włodzimierz Górny (Inowrocław) – Trawy
6. Aleksandra Sztukowska (Zielona Góra) – Dudoczka
7. Wojciech Jóźwik (Warszawa) – Pamiętasz piosenko
8. Anna Lassak (Zawiercie) – Lodołamacz
9. Bożena Lutka (Wrocław) – Gdy będziesz pieśnią
10. Leszek Pollak (Cieszyn) – Taki jest nasz los
11. Małgorzata Poczekaj (Gniezno) – Riazańskie Madonny
12. „Moderato cantabile” (Sejny) – Zimowy wieczór
13. Ewa Kałmuczak (Głogów) – Co ci potrzeba do szczęścia
14. Zbigniew Stankiewicz (Działdowo) – Biała brzoza
15. Małgorzata Buszta (Łuków) – Ej wy konie
16. Roman Prusak (Tarnów) – O czym tu myśleć
17. Teresa Dziuk (Myszków) – Wspomnienia
18. „Amati” (Bytów) – Katuszka ugawaja
19. Mirosław Nojszewski (Olsztyn) – Na ziemi drzemie miłość
20. Tercet „Opole” (Biała Prudnicka) – Kosił jaś trawę
21. „Mrozy” (Mrozy) – Ludowe pieśni rosyjskie
22. Mirosława Słowianowska (Świecie) – Żurawie
23. Mirosław Rymarz (Iława) – Klon
24. Mirosława Szmuldiakin (Grudziądz) – Aloszeńka
25. Akolada (Syców) – Kadryl
26. Elżbieta Sielecka (Zielona Góra) – Zaczarowane konie
27. Marek Ślufarski (Skrzyńsko) – Brzozowy sok
28. Bożena Szczepańska (Koszalin) – Nova w deszczu
29. Sekstet z Ciechanowa (Ciechanów) – Milionaszek
30. Leszek Trześniewski (Radom) – Wspomnienie
31. Renata Danel (Czechowice-Dziedzice) – Wspomnienia
32. „Falstart” (Myślenice) – Wiązanka melodii ludowych
33. Jolanta Wojtasik (Otwock) – Piosenka rosyjska
34. Grażyna Sosnowska (Olsztyn) – Serce powinno wierzyć
35. „Vis-a-vis” (Koszalin) – Ludzie mówią
36. Bożena Stolarzak (Nowa Sól) – Śnieżynka
37. Andrzej Cierniewski (Ostrów Wielkopolski) – Powrót romansu
38. „Contra” (Wąbrzeźno) – Czerwona nuta

## II Koncert Kwalifikacyjny, 10.06.1976, godz.20:00
1. „Contra” – Znowu wiosna
2. Teresa Dziuk – Drozdy
3. Wojciech Jóźwik – Ze mną bądź
4. Elżbieta Sielecka – Orlątko
5. „Mrozy” – Bałałajka
6. Ludmiła Podsiadła – Śniegi Rosji
7. Sekstet z Ciechanowa – Prenburski szal
8. Zbigniew Stankiewicz – Co nam zostało z miłości
9. Grażyna Sosnowska – Wszystko od ciebie
10. „Amati” – Ballada o skrzypcach
11. Małgorzata Buszta – Piosenka-druh
12. Roman Prusak – Gdy przyjdzie wiosna
13. Małgorzata Poczekaj – Romans rosyjski
14. „Falstart” – Ten dzień
15. Aleksandra Sztukowska – Rybak
16. Tercet „Opole” – Piosenka o Ukrainie
17. Andrzej Cierniewski – Powrót romansu
18. Ewa Kałmuczak – Rosyjski jarmark
19. Leszek Pollak – Wróć do mnie muzyko
20. „Moderato cantabile” – Smutek
21. Mirosława Słowianowska – Kocham ziemię
22. Włodzimierz Górny – Piosenka
23. Bożena Lutka – Ballada o matce
24. Akolada – Jodełki, sasanki
25. Mirosława Szmuldiakin – Drewniane koniki
26. Jolanta Wojtasik – Wspomnienie
27. Mirosław Rymarz – Wszystko było
28. Anna Lassak – Wspomnienia
29. Ewa Bałtrukiewicz – Przyśniłeś mi się
30. „Merkury” – Kosił Jaś koniczynę
31. Bożena Szczepańska – Deszcz na bulwarach
32. Leszek Trześniewski – Słowik
33. Renata Danel – Moja gitara i ja
34. „Vis-a-vis” – Łączy nas miłość
35. Mirosław Nojszewski – Łabędzia wierność
36. Rebiata Poniedielnika – Piosenka o kapitanie
37. Marek Ślusarski – Powrót romansu
38. Bożena Stolarzak – Lato w Moskwie

## „Koncert Przyjaźni”, 11.06.1976
I część
1. Akwarele:
  - W dzień zwycięstwa
  - Co to będzie
2. Mieczysław Friedel z chórem – Gdy wróciły gołębie
3. Jelena Babarika:
  - Małgośka
  - Dom, który mam
4. Bogdan Czyżewski – To Anna
5. Ewa Złotowska
6. Igor Słastienko z ”Akwarelami”
7. Ewa Śnieżanka – Byłam ptakiem
8. Jak Joala
  - Ślepy muzyk
  - Pieśń o kwiatach
  - Dam ci świat
9. Czerwone Gitary – Niebo z moich stron (raz bisowali)
10. Eduard Chil
  - Pieśń o dobrym człowieku
  - Pora miłości
  - Przez dwie zimy
11. Partita – Jak nauczyć się żyć
12. Akwarele:
  - Małyszka
  - Oto chór

II część
Program podzielono na 4 bloki. Ze względu na bardzo obszerny repertuar, realizatorzy wykorzystali jedynie refreny utworów, ze względów czasowych. Konferansjerzy zapowiadali tylko poszczególne bloki. Reprezentowane utwory pochodzą z radzieckich filmów.
I blok:
1. Partita, Happy End, Pro Contra, Medium – Marsz entuzjastów
2. Bernard Ładysz – Pieśń o ojczyźnie
3. Andrzej Stockinger – Wesoły wicher
4. Stenia Kozłowska
5. Andrzej Dąbrowski – Piosenka o kapitanie
6. Janina i Janusz Wojniccy – Walc sewastopolski
7. Ewa Śnieżanka – Rozlało się morze szeroko
8. Stenia Kozłowska – Walc księżcowy
9. Pro Contra – Deszczyk
10. Irena Woźniacka – Marsz sportowy

II blok:
1. Medium – Pieśń o Moskwie
2. Mieczysław Friedel – Jeśli się Wołga rozleje
3. Barbara Książkiewicz – Lepiej nie mieć tego kwiatu
4. Jacek Bielenia – Pieśń o Szczorsie
5. Roma Buharowska – Milczenie
6. Partita – Daleko, daleko
7. Adam Zwierz – Marsz traktorzystów

III blok:
1. Jacek Bielenia i Pro Contra – Poluszko, pole
2. Mieczysław Friedel – Ciemna noc
3. Zofia Kamińska i Roma Buharowska – Smuglanka, Mołdawianka
4. Zofia Kamińska, Roma Buharowska i Bogdan Czyżewski – Maszeńka, Daszeńka
5. Mieczysław Czechowicz – W przyfrontowym lesie
6. Bogdana Zagórska – Pieśń o dalekiej ojczyźnie
7. Marian Kawski – Na mgnienie
8. Stenia Kozłowska – Samotna harmonia
9. Andrzej Stockinger – Piosenka frontowego szofera
10. Czerwone Gitary – Wieczór na redzie
11. Happy End – Ruszamy dziś w drogę

IV blok:
1. Edward Hulewicz – Spacer po Moskwie
2. Jadwiga Strzelecka – Podmoskiewski zmierzch
3. Bogdan Czyżewski – Piosenka na dzień dobry
4. Marianna Wróblewska – Biały parowiec
5. Happy End – Pieśń młodzieżowa
6. Jak Joala – Serce
7. No to co – Kasieńka
8. Krystyna Prońko – Jakim ty byłeś
9. Balet z Olsztyna – Bieriozka
10. Danuta Rinn – Kwitnie kalina
11. wszyscy wykonawcy koncertu Przyjaźni – marsz z filmu „Świat się śmieje”

## Koncert laureatów, 12.06.1976
1. W pierwszej części wystąpili laureaci XII FPR
2. II część koncertu zbliżona była do drugiej części „Koncertu Przyjaźni”, dodatkowo wystąpili wszyscy uczestnicy konkursów kwalifikacyjnych, którzy zaprezentowali najbardziej atrakcyjne momenty wykonywanych utworów.

## Laureaci
1. /Złoty Samowar/ – Renata Danel
2. /Srebrny Samowar/ – Leszek Trześniewski, Bożena Stolarzak
3. /Brązowy Samowar/ – zespół Falstart
4. /Samowar/ – Ewa Kałmuczak
5. /Samowar/ – Mirosław Nojszewski
6. /Samowar/ – Bożena Szczepańska
7. /Samowar/ – Aleksandra Sztukowska

Wyróżnienia:
1. Moderato cantabile
2. Elżbieta Sielecka
3. Roman Prusak
4. Grażyna Sosnowska
5. Marek Ślufarski
6. Małgorzat Buszta
7. Andrzej Cierniewski
8. Tercet „Opole”
9. Ewa Bałtrukiewicz
10. Wojciech Jóźwik
11. zespół „Vis-a-vis”
12. Anna Lassak

Nagroda dziennikarzy:
1. - zespół „Rebiata Poniedielnika” i „Mrozy”

Nagroda publiczności:
1. - Bożena Stolarzak